# Eugenia naguana
Eugenia naguana är en myrtenväxtart som beskrevs av Ignatz Urban. Eugenia naguana ingår i släktet Eugenia och familjen myrtenväxter. Inga underarter finns listade i Catalogue of Life.